# 学校であった怖い話
『学校であった怖い話』（がっこうであったこわいはなし）は、1995年8月4日に日本のバンプレストから発売されたスーパーファミコン用アドベンチャーゲームで後に様々な機種に移植された。アパシー・シリーズの第1作。略称は『学怖』。
高校の新聞部に所属する主人公の高校生が、6人の上級生や同級生から怪談話を取材するというサウンドノベル形式の作品。男女6人それぞれで語り口調やテーマが異なることや実写画像を取り込んだグラフィックを特徴としている。
1996年に新シナリオが追加され、グラフィック・サウンドが一新されたPlayStation用ソフト『学校であった怖い話S』（がっこうであったこわいはなしエス）が発売。主人公の性別が選べるようになり、主人公の性別の違いでシナリオの流れが変わる。分岐点やシナリオの増加や話の山場にCGムービーが挿入された。『学校であった怖い話S』は2007年にPlayStation 3およびPlayStation Portable用ソフトとしてゲームアーカイブスにて配信された。スーパーファミコン版はバーチャルコンソール対応ソフトとして2008年にWii、2014年にWii Uにて配信された。レイティングはCERO：C（15才以上対象）。
売り上げ的には振るわなかったスーパーファミコン版であるが、リメイクされた完全版ともいえる『学校であった怖い話S』は、前述のダウンロード販売が開始されるまではプレミアが付くほどの人気を誇っていた。

## ゲーム内容
画面に表示される文章を読んでいき、途中で現れる選択肢を選ぶサウンドノベル形式のアドベンチャーゲーム。
主人公は六人の語り手の中から一話ずつ話を聞き、それを追体験していく。主人公が実体験するのではなく語り手から話を聞いていくというシステムは珍しく、この作品の大きな特徴である。語り手を選ぶ順番や途中の選択肢によってシナリオが変化し、そのシナリオ数は膨大なものである。誰の話を何人目の話として聞くかでシナリオが変わり、六話目を誰に語ってもらうかで七話目が決まる（隠しシナリオを考慮しなくとも、単純に6人×7話で計42話になる）。
テキストの流れは書籍での閲覧を再現するかのように右から左の縦書きに表示されていく。また、これまでは背景のみだった実写取込を作中の登場人物にも採用した初の作品として知られる。
これらのシステムおよび舞台設定は、姉妹作である『晦-つきこもり』（1996年）に、ひいては後の『アパシー・シリーズ』に受け継がれることとなった。
無印版の登場人物はパンドラボックスの社員たちが演じており、PS版では登場する生徒の多くを年齢の近い役者たちが演じている。

## 設定

### ストーリー
ある高校の新聞部に所属している主人公は、旧校舎が取り壊されることを記念して企画された「学校の七不思議の特集」のために学校内で語り継がれる「怖い話」の取材を任されることになる。
取材当日の放課後、主人公は新聞部部室に集められた7人の語り手から話を聞く予定だったが、そこにはなぜか6人しかいない。そして、まだ来ない1人を待たず、6人の語り手が語る、学校であった怖い話が始まる

### シナリオ
ここに挙げられたシナリオはあくまでもごく一部である。シナリオの総数は隠しシナリオを合わせて50以上。また複数の選択肢が存在し、1つのシナリオからも複数のシナリオが派生する。
旧校舎の鏡
階段の踊り場にある大きな鏡の前である事をすると、不思議な現象が起きるという。
オーソドックスなオカルトホラーの話。分岐によって何が起きるのかが変化する。
赤い傘
降りしきる雨の中、雨宿りをしていた男子生徒のもとに、ある女子生徒が傘を差しだす。
かなり危険な描写、表現が多いシナリオ。生きた人間の狂気と恐怖が描かれる。
トイレの壁の染み
女子トイレにある人の顔の形をした染み。実は、ある先生が関わっているという噂が流れていた。
染みの裏に隠された、過去の悲惨な事件を描いたシナリオ。
桜の木
旧校舎の傍にたたずむ大きな桜の木の辺りでは、行方不明者が多いという噂が立っていた。
事の顛末は、ある男女が起こした悲劇だった。事件を起こすのは、いつも人間の欲望。
正体
ある男の意外な正体を暴き出していくという、作中でも特異なシナリオ。
人形のいけにえ
毎年、この学校に在校の者でただ一人、ある一体の「人形」が見える。
ファンの間では恐怖において1、2を争うといわれるシナリオ。二部構成となっている。

## 移植版
| No. | タイトル            | 発売日        | 対応機種                                                 | 開発元           | 発売元       | メディア                                      | 型式       | 備考                            | 出典        |
| --- | ------------------- | ------------- | -------------------------------------------------------- | ---------------- | ------------ | --------------------------------------------- | ---------- | ------------------------------- | ----------- |
| 1   | 学校であった怖い話S | 1996年7月19日 | PlayStation                                              | パンドラボックス | バンプレスト | CD-ROM                                        | SLPS-00404 | 売上本数：2万5000本、リメイク版 |             |
| 2   | 学校であった怖い話  | 1997年12月1日 | スーパーファミコン                                       | パンドラボックス | バンプレスト | フラッシュロムカセット （ニンテンドウパワー） | -          | 書き換え専用                    |             |
| 3   | 学校であった怖い話S | 2007年8月30日 | PlayStation 3 PlayStation Portable (PlayStation Network) | パンドラボックス | バンプレスト | ダウンロード （ゲームアーカイブス）           | -          | PlayStation版の移植             | [ 4 ] [ 5 ] |
| 4   | 学校であった怖い話  | 2008年8月5日  | Wii                                                      | パンドラボックス | バンナム     | ダウンロード （バーチャルコンソール）         | -          | スーパーファミコン版の移植      | [ 6 ]       |
| 5   | 学校であった怖い話  | 2014年8月27日 | Wii U                                                    | パンドラボックス | バンナム     | ダウンロード （バーチャルコンソール）         | -          | スーパーファミコン版の移植      | [ 7 ] [ 8 ] |

## 開発
開発はパンドラボックスが行い、監督、総指揮および脚本はリバーヒルソフトのパソコン用ソフト『BURAI』（1989年）を手掛けた飯島健男、技術はスーパーファミコン用ソフト『機動武闘伝Gガンダム』（1994年）を手掛けた伊藤真也、音楽は『機動武闘伝Gガンダム』を手掛けた渡部陽子が担当している。
元々実写映像を前提とした企画だったため、本作のメインシナリオライターを務めた飯島多紀哉はキャラクターが生きる内容が良いだろうと考え、多様なキャラクター性や恐怖を描けるという観点から、複数人から怪談を集めるというアイデアを思いついた
福沢玲子七話目は当初の予定では、「主人公が殺人鬼となって語り手たちを殺していく」という、いわば新堂誠七話目の殺人クラブの逆バージョンのような内容であったが、危険過ぎるとしてバンプレストの広報担当に止められたため、差し替えを余儀なくされたとのこと。しかし飯島は、止められた大きな原因は（当時の風潮では）「クリーンであるべき」とされる主人公が殺人鬼と化していた為であるという。この名残は小説版（『VNV版』）にて垣間見ることが出来る。
この他にも様々な理由でバンプレストに止められたシナリオが各語り部毎に存在しており、後にアスペクト文庫よりそれらをまとめた小説版『学怖』が発売された。但し、細田友晴のシナリオだけは没にならなかったため、小説用に新規に書き下ろしている。
本作のタイトル「学校であった怖い話」の意味は、学校の怪談のことだと受け取られがちであるが、これは飯島の企図した意味とは異なる。実際、主人公が耳にした物語は、幽霊などではなく、生きた人間の狂気を取り扱っていたりなど、本人の言を借りて言えば、「学校で怪談話を聞く集会をやったら遭遇してしまった怖い話」と呼ぶのが妥当である。
SFC版のパッケージやタイトル画面には、それこそ学校の怪談を彷彿させる小さな子供たちの影が描かれているが、これはデザインを担当した外注先にコンセプトが正しく伝わっていなかった為である。飯島は異を唱えたものの押し通されたため、タイトル画面の「子供たちから伸びた影が怪物になる」演出によって「表面と内面では全く異なる二面性」という本作のテーマの一つを表現する事にした。本来なら影が首を切り落とすなどの殺し合いをしている様を想定していたが、こちらもバンプレストに止められたため、苦肉の策で怪物にしたと言う。

## 制作スタッフ
スーパーファミコン版
- 美術：岡山憲一、喜久川馨、中島まゆみ、矢野史子
- 撮影・特殊効果：瀧本和是
- 音響：渡部陽子
- 原作・脚本：飯島健男
- 分岐用脚本：早川奈津子、山田章代、小島早紀子
- 技術：伊藤真也
- 技術補佐：森勇人
- 協力：株式会社ボンカラー・フォトエイジェンシー、田中憲一（バンプレスト）、越谷勝治、中里誠宏、中村大輔
- バンプレストデバッガー：スタジオ・スタット
- 演出：頓宮勝弘
- 監督・総指揮：飯島健男

PlayStation版
- 原作・脚本：飯島健男
- 脚本・分岐用脚本：小島早紀子、大池叙子
- 分岐用脚本：早川奈津子、川上俊則、古川猛
- 校正：村田春子
- 撮影・特殊技術：瀧本和是
- 撮影：喜久川馨、平田慎弥、岡山憲一
- 美術：平田慎弥、岡山憲一、中島まゆみ
- 音響：堀口貴史
- 技術指導：小早川大
- 技術：末吉邦哲、伊藤貴徳
- 編集：古川猛、五十嵐達也、細田義博
- 演出：喜久川馨、小島早紀子、堀口貴史、大池叙子
- 協力：田中憲一、越谷勝治、平野真希、駒井里江、斎藤裕路、佐藤庄毅、末安祐介、菊池博、有限会社スタジオ・スタットデバッガーズ、有限会社ポールトゥウィン、ワンステップ
- 監督：喜久川馨

## 評価
スーパーファミコン版
ゲーム誌『ファミコン通信』の「クロスレビュー」では8・6・6・5の合計25点（満40点）、『ファミリーコンピュータMagazine』の読者投票による「ゲーム通信簿」での評価は以下の通り22.3点（満30点）となっている。
| 項目 | キャラクタ | 音楽 | お買い得度 | 操作性 | 熱中度 | オリジナリティ | 総合 |
| 得点 | 3.8        | 3.8  | 3.4        | 3.6    | 3.9    | 3.8            | 22.3 |
PlayStation版
- ゲーム誌『ファミ通』の「クロスレビュー」では合計23点（満40点）、『PlayStation Magazine』の読者投票による「ゲーム通信簿」での評価は以下の通り20.8点（満30点）となっている。

| 項目 | キャラクタ | 音楽 | お買い得度 | 操作性 | 熱中度 | オリジナリティ | 総合 |
| 得点 | 3.2        | 3.7  | 3.5        | 3.4    | 3.4    | 3.2            | 20.8 |
- ゲーム情報サイト『電撃オンライン』にてライターのカワチは、本作の特筆すべき点は「内容の多彩さとボリューム」であると指摘し、語り部を選択する順番によって結末が変化する事やストーリーの内容が幽霊が登場する怪談話から人間の狂気を扱った話の他にもコミカルなものまで含まれている点などを肯定的に評価、さらに語り部が個性豊かであり「彼らが急に話の途中に豹変するシーンも多く、ゾッとさせられますね」と評価した

## 関連作品

### ゲームソフト
晦-つきこもり
システムを同じくする姉妹作。スーパーファミコン版で語り手を担当した開発スタッフが端役出演する他、作中の登場人物「風間望」が特別出演している。

### VNV版
『アパシー　学校であった怖い話 〜Visual Novel Version〜』。略称は『VNV版』。2007年8月17日発売。以降、学怖の舞台は「鳴神学園」と新設定され、そこを軸とし展開される物語はすべて『アパシー・シリーズ』と呼称されることとなった。
内容はアスペクト文庫より発売された小説版「学怖」をビジュアルノベルとして同人ゲーム化したもの。元より小説版が「発売元に止められたシナリオ」を集めたものであるため、過激な内容が含まれている。都合上、語り手たちの性格も負の側面を強調したものとなっている。それらプロットは原作でも初期に執筆したものであり、飯島は「本当の『学怖』」と語っている。また、七人目の語り手はゲーム版に登場しないオリジナルキャラで、飯島は「ゲーム版に出てくるどの人物よりも、特に異常」な人間とされる。
本編は小説版通りで一本道だが、おまけとしてED数8種類のショートシナリオ「恵美ちゃんの坂上クン観察日記」が収録されている。これは語り手たちが「殺人クラブ」のメンバーであるという設定の下、倉田恵美のハチャメチャ妄想劇を描いたギャグシナリオで、いわば『AMC vol.1』に収録された「恵美ちゃんの殺人クラブ観察日記」の前哨戦的ストーリーとなっている。ほぼ全編に渡ってブラックユーモアに溢れたギャグが展開されるが、その設定上、若干ながら残虐性も盛り込まれ、8種類のEDは半数以上は倉田恵美が殺害されるものとなっている。
『AMC1』において関西弁バージョン変更パッチを収録。
- 原作/シナリオ：飯島多紀哉（本編、追加シナリオ）
- キャラクターデザイン/原画：芳ゐ
- 音楽：body（SFC版原曲・渡部陽子）
- 製作：七転び八転がり（飯島多紀哉個人サークル）

同時発売として、飯島多紀哉による学怖とアパシー・シリーズに関するコラムおよび短編小説「送り犬」「娘は二歳」、そして、学怖を愛する作家陣による作品寄贈によって成り立つ「学校であった怖い話 応援本」が発刊された。68ページ、525円（税込み）。作家陣は以下の通り。
- 岩田清彦
- 怪聞堂
- Sue
- 尚親
- 日丸屋秀和
- 芳ゐ

#### 新装版
VNV版において使用されてきたSFC原曲を新規楽曲に差し替えるとともに、細部を一新すべく製作されたマイナー・チェンジバージョン。旧VNV版の生産終了とともに発売が発表され、同時に絶版となった小説版を七転び八転がり刊の同人誌とした復刻版の発表もされた。
主な変更点は以下の通り。
- 従来の縦書き表記を横書き表記へと変更。これに伴い『AMC vol.1』に収録された関西弁版変更パッチは適用不可となった。さらにED数10種類以上の新規シナリオ「飴玉ばあさん」を追加。
- 新規グラフィック追加および、原曲を新規楽曲（担当:sub tonic）へと差し替え。これらに伴う演出の一新。エンディング・テーマに片霧烈火を起用。
- 『AMC1』のシステムパッチを元にしたフォーマットの一新。また「恵美ちゃんの坂上クン観察日記」のゲーム画面は『AMC1』風に変更されている。

同時発売として、上下巻に分かれた小説版を一冊にまとめ、新シナリオ「正しいフィギュアの作り方」を追加して、420ページかつ文庫サイズ(A6)とした復刻版『アパシー 学校であった怖い話1995』が発刊されている。挿絵枚数は18枚で、担当は尚親。
- 原作・監督：飯島多紀哉
- シナリオ：飯島多紀哉、かなやみなこ、野島智美、季田依子
- グラフィック：両角潤香、ちぇりー、尚親、カサゴ
- プログラム：吉野光祐
- 音楽：sub tonic、body
- エンディングテーマ
  - 曲名：「回帰羅針」（かいきらしん）
  - 作詞・作曲・歌唱：片霧烈火（CLOSED/UNDERGROUND）
  - 編曲：Morrigan（Wave）
  - プロデュース：CLOSED/UNDERGROUND

### サウンドトラック
学校であった怖い話S オリジナルサウンドホラー（KTCR-1385、ユニバーサルミュージック、1996年7月25日）
作中のゲームミュージックと共に約20分間の音声のみによるミニドラマを収録。脚本は大池叙子が担当。各役の声優は次の通り。
- 倉田恵美：皆口裕子
- 新堂誠：中井和哉
- 荒井昭二：石川英郎
- 風間望：関俊彦
- 細田友晴：石田彰
- 岩下明美：新山志保
- 福沢玲子：豊嶋真千子

1. 序曲
2. 降臨
3. 迷信
4. 新堂誠
5. 心鐘
6. 物怪
7. 追問
8. 荒井昭二
9. 恐門
10. 闘争
11. 荒鬼
12. 風間望
13. 異世
14. 死神
15. 後悔
16. 細田友晴
17. 鏡
18. 泡鬼
19. 踊手
20. 岩下明美
21. 安堵
22. 炎
23. 武者
24. 福沢玲子
25. 刹那
26. 手探
27. 転岩
28. 過去
29. 震心
30. 手鞠
31. 花子
32. 響泣
33. 繰音
34. 狂乱
35. 暝想
36. 獄中
37. 怒号
38. 三途ノ川
39. 逃走
40. 兵歌
41. 探索
42. 死闘
43. 旧鳴
44. 日野
45. 終結
46. 早苗
47. 鎮魂歌→鬼子守
48. 無
49. 『霊界からの声』〜学校であった怖い話・番外編（サウンドドラマ）

### 書籍
- 学校であった怖い話 アスキー 1995年7月 ISBN 4-7561-1165-3
- 学校であった怖い話（上） アスペクト 1995年8月 ISBN 4-89366-399-2
- 学校であった怖い話（下） アスペクト 1995年8月 ISBN 4-89366-400-X
- 「学校であった怖い話」の怖い話 アスペクト 1995年8月 ISBN 4-89366-408-5
- 学校であった怖い話 必勝攻略法 双葉社 1995年9月 ISBN 4-575-28504-8
- 学校であった怖い話 勁文社 1995年9月 ISBN 4-7669-2345-6
- 学校であった怖い話 実業之日本社 1995年9月 ISBN 4-408-61414-9
- 学校であった怖い話S 完全攻略ガイドブック 1996年7月 NTT出版 ISBN 4-87188-825-8

### 漫画
サイドストーリーを描いた漫画『アパシー 学校であった怖い話1995 殺人クラブ リベンジ』が『電撃「マ）王』（アスキー・メディアワークス）で連載された。原作は飯島多紀哉、漫画化は両角潤香。全2巻。
単行本は同社電撃コミックスにて以下の通り刊行されている。
1. 2010年5月27日発売 ISBN 978-4-04-868566-5
2. 2011年1月27日発売 ISBN 978-4-04-870148-8